# شهرستان هنگنان
شهرستان هنگنان (به لاتین: Hengnan County) یک منطقهٔ مسکونی در چین است که در هنگیانگ واقع شده‌است.